# Mihailo Jovanović (calciatore 1989)
Mihailo Jovanović (in serbo Михаило Јовановић?; Užice, 15 febbraio 1989) è un calciatore serbo, difensore dello Sloboda Užice.